# Achada Furna
Achada Furna es una localidad caboverdiana del municipio de Santa Catarina do Fogo. Según el censo de 2021, tiene una población de 565 habitantes.

## Geografía
La localidad está situada en la isla de Fogo.

## Organización territorial
La localidad abarca el lugar de:
- Achada Furna